# Heather Harper
Pour les articles homonymes, voir Harper.
Heather Mary Harper (8 mai 1930 - 22 avril 2019) est une chanteuse lyrique (soprano) irlandaise. Active sur la scène internationale tant à l'opéra qu'au concert, elle a interprété des rôles tels qu'Helena dans Le Songe d'une nuit d'été de Benjamin Britten au Royal Opera House, Elsa dans  Lohengrin de Wagner au Festival de Bayreuth et la Comtesse dans Les Noces de Figaro de Mozart au Metropolitan Opera. Elle s'est fait connaître sur la scène internationale lors de la première mondiale du War Requiem de Britten en 1962 et est restée associée au travail du compositeur.

## Petite enfance et éducation
Heather Harper est née le 8 mai 1930 à Belfast, fille de Mary (née Robb) et de Hugh Harper, avocat. Elle et ses trois frères et sœurs ont reçu une formation musicale précoce. Elle a étudié le piano au Trinity College of Music, à Londres, grâce à une bourse, avec l'alto et le violoncelle comme autres instruments. Lorsqu'elle eut l'occasion d'étudier le chant, elle obtint une bourse supplémentaire.
Elle a d'abord chanté comme mezzo-soprano. Elle était membre de l'Ambrosian Opera Chorus, où ses partenaires comprenaient Jean Allister, Pamela Bowden et Helen Watts, le chœur de la BBC et les George Mitchell Singers. À cette époque, sa voix était caractérisée par sa « coloratura brillante et flexible », plus typique d'une soprano. Elle a étudié avec Helene Isepp et s'est reconvertie en soprano avec Frederick Husler et Yvonne Rodd-Marling, auteurs de Singing: The Physical Nature of the Vocal Organ.

## Carrière
Elle fait ses débuts professionnels en 1954 en interprétant Lady Macbeth dans Macbeth de Verdi à l'Opera Club de l'Université d'Oxford, produit par Jack Westrup,. Sa performance fut un succès et par la suite, elle obtint le rôle de Violetta dans une production télévisée de La traviata en 1956 . Elle a été membre de l'English Opera Group de 1956 à 1975. Son premier rôle à la Royal Opera House (ROH) à Covent Garden a été Helena dans Le Songe d'une nuit d'été de Benjamin Britten en 1962. Parmi ses rôles plus récents, figurent notamment le rôle-titre dans Arabella de Richard Strauss, Blanche dans Dialogues des carmélites de Poulenc, Antonia dans Les Contes d'Hoffmann d'Offenbach, Gutrune dans Le Crépuscule des dieux, Micaëla dans Carmen, Eva dans Les Maîtres chanteurs de Nuremberg, Hecuba dans King Priam de Michael Tippett, Chrysothemis dans Elektra, l'impératrice dans La Femme sans ombre de Richard Strauss, et le rôle principal dans Ariane à Naxos. Elle est apparue à la ROH en 1975 en tant que Ellen Orford dans Peter Grimes de Britten dans une nouvelle production mise en scène par Elijah Moshinsky, aux côtés de Jon Vickers dans le rôle principal. Elle a également créé Nadia dans The Ice Break de Tippett et Mrs Coyle dans la première sur scène d' Owen Wingrave de Britten à la ROH ; elle avait déjà chanté dans la première à la télévision d'Owen Wingrave en 1970 : un "point culminant" dans ses nombreuses représentations pour la télévision, selon sa nécrologie dans The Guardian. Sa performance d'adieu au ROH fut tenue dans le rôle d'Ellen de Peter Grimes en 1981. Un critique a noté dans une notice nécrologique : « Sa sympathie pour le personnage en a dressé un portrait presque définitif. »
Harper se produisit au Festival de Bayreuth en tant qu'Elsa dans Lohengrin en 1967 et 1968, sous la direction de Rudolf Kempe. Elle a fait ses débuts au Metropolitan Opera en tant que Contesse Almaviva dans Le Mariage de Figaro en 1971. Elle a également chanté Charlotte dans Werther de Massenet à l'Opéra de San Francisco. Elle est apparue en tant qu'invitée régulière au Théâtre Colón de Buenos Aires, avec notamment des rôles tels que Marguerite dans Faust et Vitellia dans La Clémence de Titus.
Harper a également eu une longue carrière de concert. Elle a chanté lors de la première du War Requiem de Britten à la cathédrale de Coventry avec Dietrich Fischer-Dieskau et Peter Pears en 1962, en remplacement de Galina Vichnevskaïa avec un préavis de dix jours,. En 1965, elle était la soliste soprano de la deuxième représentation britannique du Requiem de Delius à Liverpool, dirigée par Charles Groves. Elle a chanté à nouveau en 1968 à Londres, sous la direction de Meredith Davies, et est apparue dans le premier enregistrement avec les mêmes participants. En 1975, elle était la soliste soprano du Requiem de Verdi au Kingsway Hall de Londres avec le Royal Philharmonic Orchestra dirigé par Carlos Païta. À la dernière soirée des promesses à Belfast en 1985, elle a présenté la première mondiale du cycle de chants de Malcolm Williamson, Next Year in Jerusalem, à la critique internationale. Elle a chanté le solo de soprano dans la première mondiale de la troisième symphonie de Tippett en 1972.
Elle a pris sa retraite en 1994. Elle a joué pour la dernière fois aux BBC Proms, dans les Altenberg Lieder d'Alban Berg et dans Serenade to Music de Ralph Vaughan Williams ,.

## Enregistrements
Ses enregistrements comprennent Peter Grimes  en format audio et vidéo . En 1957, sous la direction d'Antony Hopkins, elle participe aux premiers enregistrements d'œuvres sacrées de Michel-Richard de Lalande pour le label L'Oiseau-Lyre. Quelques enregistrements des années 1970, dirigés par Sir Georg Solti, ont été réédités, notamment la huitième Symphonie de Mahler avec Lucia Popp, Arleen Augér, Yvonne Minton, Helen Watts, René Kollo, John Shirley-Quirk et Martti Talvela; et La Femme sans ombre de Richard Strauss avec Helga Dernesch, Ruth Hesse, James King et Walter Berry (Covent Garden, 1976, Fiori). Deux de ses enregistrements ont remporté le Grammy Award, Peter Grimes en 1979 et des Chants de Maurice Ravel en 1984.
Elle a enregistré le War Requiem de Britten en 1991 dans un CD récompensé, dirigé par Richard Hickox. Alan Blyth a écrit, en comparant l'enregistrement avec les précédents :

« Heather Harper a enfin enregistré le "rôle" qu'elle a créé - en fait, c'est son adieu à ses nombreux admirateurs puisqu'elle vient de prendre sa retraite. Je l'ai entendue chanter à St Paul il n'y a pas si longtemps et j'ai alors pensé que ses accents particuliers, la façon qu'elle a de façonner une grande partie de la pièce devaient tout simplement être préservés pour la postérité. Ses perceptions sont supérieures à celles de Haywood (Shaw) et de Söderström (Rattle) en raison de son intimité avec la pièce, et son ton ne montre que très peu de signes de l'avancement des années.  Bien sûr, l’énoncé hiératique de Vichnevskaïa (Decca) est quelque chose d'unique et d'inimitable, mais pour une compréhension globale de ce que Britten voulait, Harper est difficile à égaler. »

En 2005, un spectacle de concerts de Our Hunting Fathers de Britten a été publié sur le propre label du London Philharmonic Orchestra.

## Vie privée
Harper s'est mariée deux fois. Son premier mariage avec Leonard Buck s'est terminé par un divorce en 1972. Elle a épousé le scientifique argentin Eduardo Benarroch l'année suivante. Sa sœur était violoncelliste à l'orchestre symphonique de la ville de Birmingham et son frère était corniste au sein du ROH, du Royal Philharmonic Orchestra et du English Chamber Orchestra.
En 1965, elle est Commandeur de l'Ordre de l'Empire britannique.
Heather Harper meurt à Londres le 22 avril 2019 à l'âge de 88 ans .

## Sources
- (en) Cet article est partiellement ou en totalité issu de l’article de Wikipédia en anglais intitulé « Heather Harper » (voir la liste des auteurs).